# Kőrösy József
Szántói Kőrösy József (1869-ig Hajduska József) (Pest, 1844. április 20. – Budapest, Terézváros, 1906. június 23.) statisztikus, higiénikus, a Magyar Tudományos Akadémia rendes tagja. A 19. század második felének egyik legnagyobb hatású magyar statisztikusa volt, elméleti és módszertani újításai, az általa bevezetett indexszámítási eljárások nemzetközi hírnevet biztosítottak számára. Gyakorlati statisztikusként Budapest demográfiájával, gazdasági és szociális viszonyaival foglalkozott, emellett sokat tett a főváros közegészségügyi helyzetének fejlesztéséért. 1870-től haláláig a később a Központi Statisztikai Hivatal tagintézményévé vált Fővárosi Statisztikai Hivatal első igazgatója volt.
Születési nevét 1869-ben Kőrösi Józsefre, majd 1875-ben Kőrösy Józsefre változtatta, de élete során e két névváltozatot vegyesen használta. A szántói nemesi előnevet – a nemesi cím 1896-os elnyerését követően – 1897-ben vette fel. Kőrösy Kornél (1879–1948) orvos, fiziológus, genetikus apja, Kőrösy Ferenc (1906–1997) vegyészmérnök nagyapja.

## Életútja
Elszegényedett Békés vármegyei zsidó kereskedőcsalád sarja volt. Korán félárvaságra jutott, s anyai nagybátyjához, Pollák Henrik orvoshoz került Pestre. Gimnáziumi tanulmányait követően beiratkozott a Pesti Tudományegyetemre. Anyagi nehézségei miatt tanulmányait csakhamar félbeszakította, s az Első Magyar Általános Biztosító Társaságnál helyezkedett el. Szabadidejében azonban továbbra is hallgatta Konek Sándor és Kautz Gyula statisztikai, illetve közgazdaságtani előadásait a fővárosi egyetemen. 1867-től a Pesti Napló, 1870-től pedig a Reform gazdasági rovatát szerkesztette. Franciaországi, németországi és ausztriai statisztikai intézményekben tett tanulmányútját követően huszonhat évesen, 1870-ben nevezték ki az akkor alapított Fővárosi Statisztikai Hivatal első igazgatójává, s egészen haláláig vezette az intézetet. 1883-tól haláláig magántanárként demográfiát oktatott a Budapesti Tudományegyetemen. Tudományos érdemei elismeréseként 1896-ban nemesi címet adományoztak neki.

## Munkássága
Fényes Elek és Keleti Károly mellett a 19. század legjelentősebb magyar statisztikusai közé tartozott, munkásságának számottevő gyakorlati és elméleti eredményeit Magyarországon és külföldön egyaránt elismerték és elismerik. Máig ható nemzetközi hírnevének bizonyítéka, hogy a 2003-ban New Yorkban megjelent Encyclopedia of population című demográfiai enciklopédia egyetlen magyar életrajzi szócikkét tartalmazza: Kőrösy Józsefét. Ennek oka egyfelől az, hogy a hazai statisztikai táblázatokkal foglalkozó kortársaival szemben elemzéseit nemzetközi kontextusba helyezte, másfelől pedig dolgozatait a magyaron kívül rendszerint megjelentette angolul, németül vagy franciául is.
Tudományos pályája során elsősorban a nagyvárosi lakosság demográfiai, szociális és gazdasági helyzetének matematikai statisztikai elemzése foglalkoztatta. Behatóan tanulmányozta Budapest halandósági, születési és csecsemőhalandósági adatsorait, a lakosság jövedelmi viszonyait, életszínvonalát, lakáskörülményeit, egészségügyi ellátását, oktatási és művelődési helyzetét. Elemzéseit és következtetéseit áthatotta az a nézet, mely szerint a népmozgalmi és népesedési folyamatok alapos ismerete elengedhetetlen a népjólét tudatos alakítása, az állami szociálpolitika számára, s nemcsak lehetővé teszi, hanem irányíthatja a kor kihívásai ellen vívott harcot. A főváros életét és mindennapjait leíró népesedési, áruforgalmi, közegészségügyi, bűnügyi stb. adatsorokat évtizedeken keresztül heti bontásban adta közre, ami – tekintve, hogy azóta és ma is a hónap a legrövidebb időegység a statisztikai adatközlésekben – intenzív munkavégzéséről és munkabírásáról tanúskodik.
Korát messze meghaladóan újszerű szemlélettel választotta meg elemzése tárgyait. Elsőként vizsgálta a tanköteles korosztály iskolalátogatási és osztályismétlési arányát, iskolatípusonkénti és társadalmi háttér szerinti bontásban. Az 1874 és 1895 közötti huszonegy esztendő fővárosi lakásépítési statisztikái alapján következtetéseket vont le a háztípusok és a lakók egészségügyi állapotának viszonyára vonatkozóan, s rámutatott például az emeletek és az egyes betegségek kialakulásának összefüggéseire. Vizsgálatai során közvetlen kapcsolatot mutatott ki a halandóság, a várható átlagos élettartam és az egészségi állapot, valamint az életkörülmények (lakásviszonyok, víztisztaság, egészségügyi ellátás stb.) között. Elemzései fényében rendszerint ajánlásokat fogalmazott meg a fővárosi lakosság szociális körülményeinek javítása érdekében.
A statisztikai módszertan terén több újítás bevezetése fűződik a nevéhez. A világon elsőként készített összehasonlító nagyvárosi statisztikai elemzéseket, amelyekben Budapest mutatószámait a világ más nagyvárosainak adataival vetette össze. A munka során gyakran áthidalhatatlan nehézségeket okozott a nemzetközi statisztikai szabványok hiánya. Ennek megoldására – úgy is mint több európai és amerikai statisztikai társaság tagja – aktívan közreműködött a népszámlálások és adatfelvételek nemzetközi sztenderdjének kidolgozásában. Korát megelőzve javaslatot tett egy világnépszámlálás lebonyolítására is, de a terv még közel egy évszázadig nem vált valóra. A demográfiai elemzések terén több számítási módszert vezetett be, így többek között ő szerkesztette meg az első natalitási (születési) táblákat. A halálozási táblák értelmezését segítendő bevezetett több indexszámítási eljárást, amelyek lehetővé tették a jellemző halálokok felismerését, korosztályonkénti elkülönítését, a halandósági arányban mutatkozó idő- és térbeli folyamatok kimutatását.
Intézményszervezői és közéleti-közegészségügyi munkássága szintén említést érdemel. Már pályája elején vezető szerepet vállalt az 1871. évi népszámlálás lebonyolításában. A főváros statisztikai hivatala vezetése alatt haladó szemléletű, elismert tudományos intézménnyé vált, s maga Kőrösy is aktív szervezője és résztvevője volt a nemzetközi statisztikai, demográfiai és közegészségügyi kongresszusoknak. Széles körű, átfogó nemzetközi kapcsolatainak tanúságaként szolgált 1880-ban, A nemzetközi statisztika és a kongresszusok címmel elhangzott akadémiai székfoglalója. Támogatta a főváros kulturális és szociális intézményhálójának bővítését. Fontos szerepet játszott az első fővárosi járványkórház megalapításában (1886), indítványára vezették be a fertőző betegségek járványszerű fellépése esetén a továbbterjedést megakadályozó ún. posztexpozíciós profilaxisba a bejelentés és elkülönítés kényszerét, valamint a fertőtlenítést. Hasonlóan fontos szerepet játszott a himlőoltások magyarországi bevezetésében. Mozgalmat indított a korszerű higiéniai elvárásoknak megfelelő munkáslakások építése és a közraktárak létesítése érdekében. 1903-ban kezdeményezésére létesült – részben a Fővárosi Statisztikai Hivatal közigazgatási szakkönyvtárából – a Fővárosi Könyvtár. Halála megakadályozta rendes taggá választását követő akadémiai székfoglalója befejezésében, amelynek témája nem volt kevésbé rendhagyó és újszerű, mint fentebb említett szociálpolitikai elemzéseié: a Magyar Tudományos Akadémia fennállásának, az Akadémia és a hazai tudományok 19. századi fejlődése közti viszonynak a statisztikai elemzésén dolgozott.
Rendkívül termékeny szakíró volt, csak a Fővárosi Statisztikai Hivatal kiadásában százhetven műve jelent meg, de számos kötetét kiadták más magyar és külföldi kiadók egyaránt. A Pesti Napló és a Reform mellett rendszeresen publikált a Pestvárosi Statisztikai Évkönyvben, a Fővárosi Statisztikai Havi Füzetekben. A Statisztikai Közlemények alapító főszerkesztője volt, emellett a Nemzetgazdasági írók tára és a Megyei monográfiák című kiadványsorozatokat szerkesztette.

### Társasági tagságai és elismerései
1879-ben a Magyar Tudományos Akadémia levelező, 1903-ban rendes tagjává választották, 1886 és 1892 között a nemzetgazdasági bizottság előadója volt. 1867-től részt vett az Országos Statisztikai Tanács munkájában, választmányi tagja volt a Felvidéki Magyar Közművelődési Egyesületnek, osztályelnöke a Magyar Közgazdasági Társaságnak, tagja a Budapesti Királyi Orvosegyesületnek, s 1897-től tiszteletbeli tagja a Magyar Földrajzi Társaságnak.
Számos nemzetközi tudományos testület, így a Nemzetközi Statisztikai Intézet (International Statistical Institute), a Párizsi Statisztikai Társaság (Société de statistique de Paris), a brit Királyi Statisztikai Társaság (Royal Statistical Society), a Brit Közgazdasági Egyesület (British Economic Association), a Manchesteri Statisztikai Társaság (Manchester Statistical Society), a brüsszeli K9zponti Statisztikai Bizottság (Commission centrale de statistique), a Svájci Statisztikai Társaság (Société suisse de statistique), az Amerikai Statisztikai Egyesület (American Statistical Association), az orosz Állami Statisztikai Bizottság Nyizsnyij Novgorod-i tagozatának, a Párizsi Közegészségügyi és Szakhigiéniai Társaság (Société de médecine publique et d’hygiène professionnelle de Paris), az Olasz Higiéniai Társaság (Società italiana di igiene), az Orosz Népegészségügyi Társaság (Русское общество охранения народного здравия) és a Québec Tartományi Higiéniai Társaság (Société d’hygiène de la province de Quebec) tagja volt. 1901-ben a londoni Royal Society levelező tagjává választották.
Munkássága elismeréseként a Ferenc József-rend lovagja lett, 1896-ban nemességet kapott, valamint a kolozsvári Ferenc József Tudományegyetem díszdoktorává avatták. Mindezeken túl a bajor Mihály-rend, a württembergi Frigyes-rend, a szászországi Albert-rend, az orosz Anna-rend, a belga Lipót-rend, a francia Becsületrend, a német Pour le Mérite érdemrend birtokosa volt.

### Főbb művei
- Jövedelmi adótanulmányok az 1870. évről. Pest, Fővárosi Statistikai Hivatal, 1870, 124 p.
- Pest szab. kir. város az 1870. évben: A népszámlálás és népleírás eredménye. Pest, Fővárosi Statistikai Hivatal, 1871, 342 p.
- Az 1870-dik és 1871-diki pesti építkezések. Pest, Fővárosi Statistikai Hivatal, 1872, 36 p.
- Pestváros lakosságának népesedési mozgalma. Pest, Fővárosi Statistikai Hivatal, 1873, 68 p.
- Adalékok az árak történetéhez. Pest, Fővárosi Statistikai Hivatal, 1873, 68 p.
- Pestváros pénzügye. Pest, Fővárosi Statistikai Hivatal, 1873, 90 p.
- Az 1872. évi pesti építkezések. Budapest, Fővárosi Statistikai Hivatal, 1873, 42 p.
- Plan einer Mortalitäts-Statistik für Grossstädte. 1873.
- Az emberi élet-tartam és a halandóság kiszámításáról. Budapest, Magyar Tudományos Akadémia, 1874, 52 p.
- A pestvárosi elemi népiskolák állapotáról az 1871–72. és 1872–73. tanévekben. Budapest, Fővárosi Statistikai Hivatal, 1875, 182 p.
- Az 1873. és 1874. évi budapesti építkezések. Budapest, Fővárosi Statistikai Hivatal, 1875, 51 p.
- Az 1873. és 1875. évi budapesti építkezések. Budapest, Fővárosi Statistikai Hivatal, 1876, 51 p.
- Statistique internationale des grandes villes I.: Mouvement de la population. Budapest, Ráth, 1876, 284 p. Online
- Pestváros halandósága 1872 és 1873-ban és annak okai. Budapest, Fővárosi Statistikai Hivatal, 1876, 168 p.
- Budapest főváros halandósága 1874- és 1875-ben. Budapest, 1877.
- Budapesti adótanulmányok. Budapest, 1877.
- A fővárosi halandóság kérdéséhez. Budapest, 1879.
- Budapest nemzetiségi állapota és magyarosodás az 1881-ik népszámlálás eredménye szerint. Budapest, Magyar Tudományos Akadémia, 1882, 46 p.
- Budapest főváros 1881. évben: A népleírás és népszámlálás eredményei. Budapest, Ráth, 1881, 175 p.
- Adalékok Hontmegye nemzetiségi monographiájához. Budapest, Ráth, 1883, 47 p.
- Az 1881-ik évi fővárosi népszámlálás előkészítése, keresztülvitele és feldolgozása. Budapest, Ráth, 1883, 96 p.
- Place de la démographie. 1884.
- On the unification of the census record. 1885.
- Über den Einfluss der Wohlhabenheit und der Wohnverhältnisse auf Sterblichkeit und Todesursachen. Stuttgart, Enke, 1885, 63 p.
- Armuth und Todesursachen. Wien, 1886.
- Demologiai tanulmányok. Budapest, 1889.
- Kritik der Vaccinations-Statistik und neue Beiträge zur Frage des Impfschutzes. Berlin, Puttkammer & Mühlbrecht, 1889, 240 p.
- Über den Zusammenhang zwischen Armuth und infectiösen Krankheiten. Leipzig, 1894.
- Mass und Gesetze der ehelichen Fruchtbarkeit. Wien, 1894.
- Hontmegye nemzetiségi állapota. Budapest, 1893.
- A budapesti túlzsúfolt lakások. Budapest, 1893.
- An estimate of the degree of legitimate natality. London, 1895.
- A himlőoltás véderejéről. Budapest, 1897.
- Die seculäre Weltzählung. Berlin, 1897.
- Die Natalitäts- und Mortalitäts-Verhältnisse ungarischer Städte in den Jahren 1878–1895. Budapest–Berlin, Grill, 1897, 116 p.
- Hitfelekezet, vagyonosság és foglalkozás befolyása a halálokokra. Budapest, 1898.
- A felvidék eltótosodása. Budapest, 1898.
- Az 1896. évi november hó 15-én tartott népösszeirás eredményei. Budapest, 1898. Online
- Budapest székesfőváros közoktatásügyi statisztikája. Budapest, 1900.
- A részvénytársulati statisztika kritikája és reformja. Budapest, Pesti ny., 1900, 45 p.
- Die finanziellen Ergebnisse der Actiengesellschaften. Berlin, Puttkammer & Mühlbrecht, 1900, 45 p.

## Emlékezete

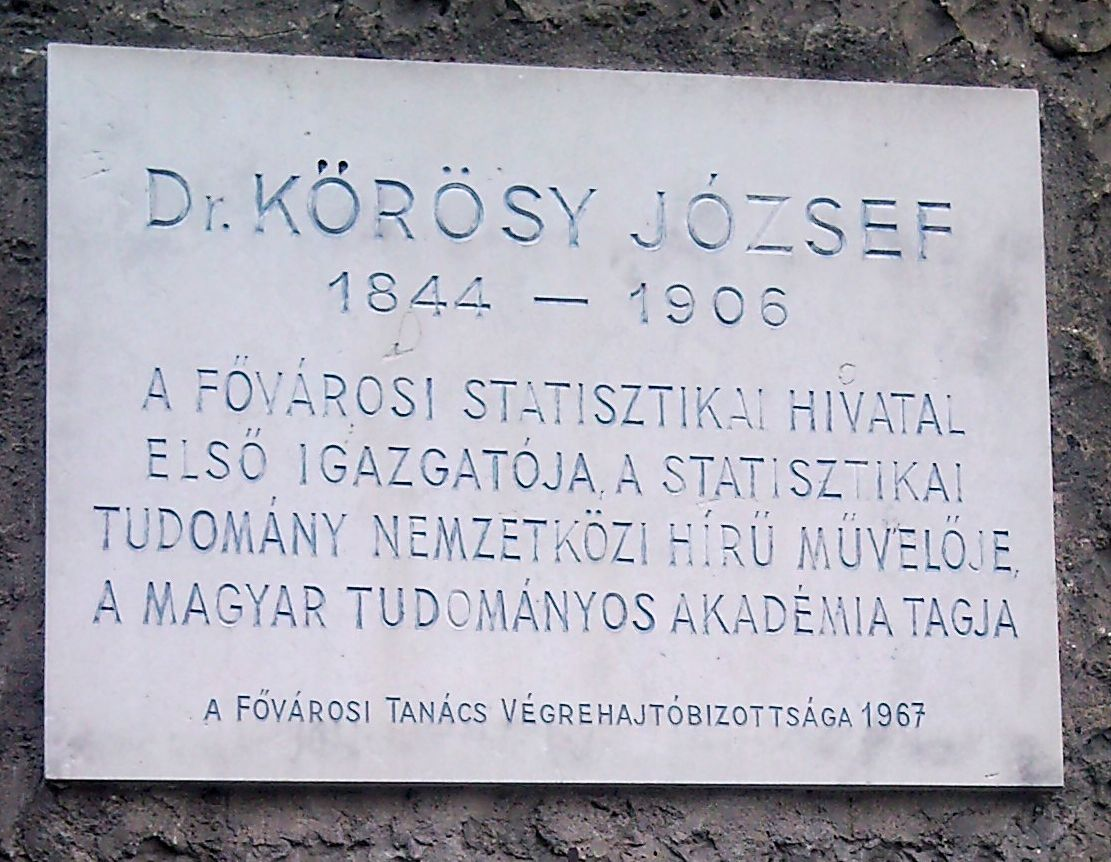
Kőrösy József emléktáblája a nevét viselő budapesti utcában

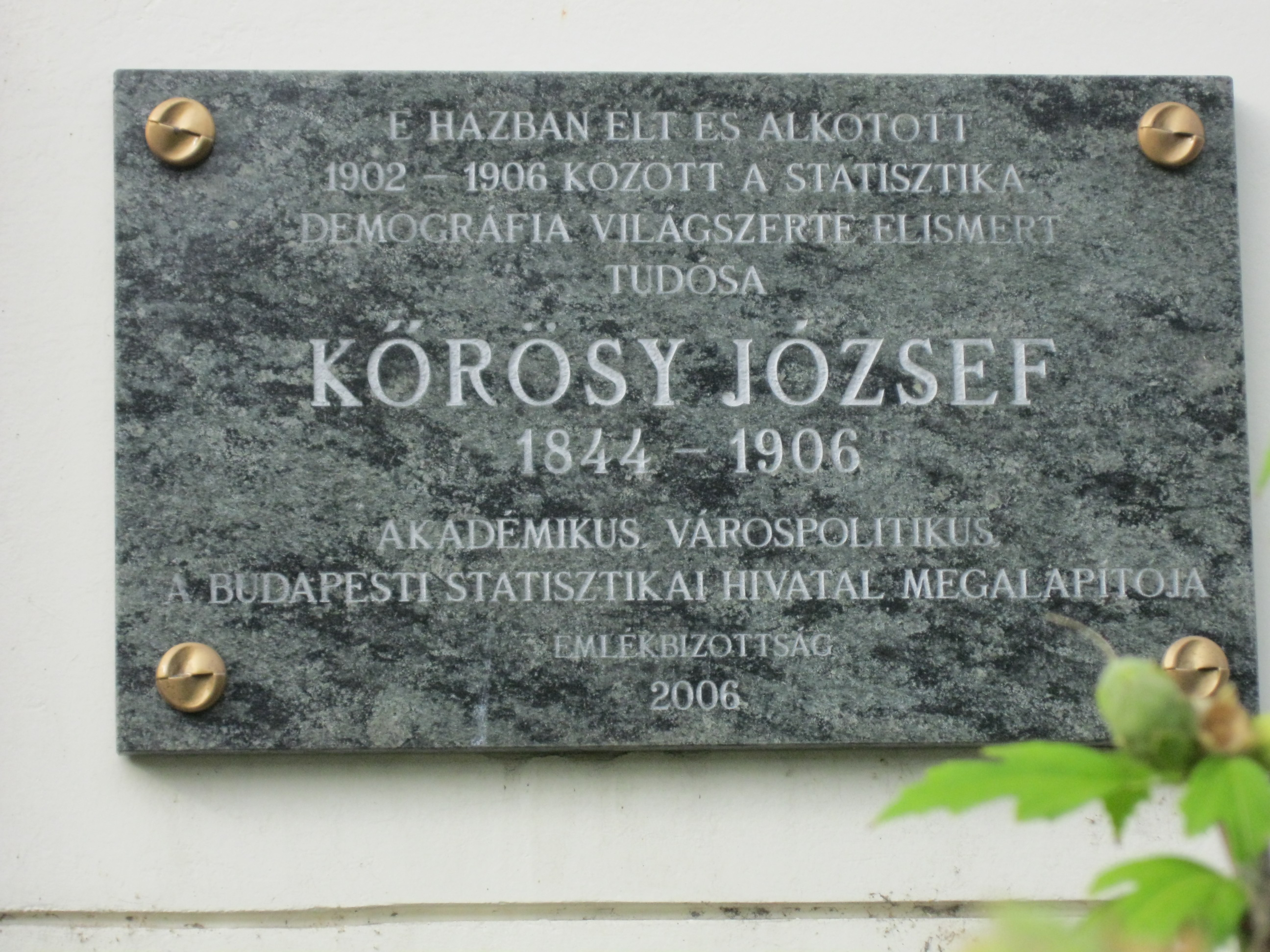
Emléktáblája utolsó lakhelye falán

Budapest XI. kerületében, Lágymányoson utcát neveztek el tiszteletére, a 13. szám alatti ház falán 1967 óta tábla őrzi emlékét. A terézvárosi Délibáb utca 30. szám alatti, utolsó lakhelye falán 2006-ban, halálának 100. évfordulóján avatták fel emléktábláját.
1955 óta a nevét viseli a Szegedi Szakképzési Centrum Kőrösy József Gazdasági Szakképző Iskolája.

## További irodalom
- Thirring Gusztáv l. t. beszéde Kőrösy József rt. temetésén a Kerepesi-út melletti sírkertben 1906. június 25. in: Akadémiai Értesítő XVII. 1906. 497–498.
- Thirring Gusztáv: Kőrösy József emlékezete. in: Földrajzi Közlemények 1908.
- Laky Dezső: Emlékbeszéd
- Saile Tivadar Antal: Kőrösy József hatása a statisztika fejlődésére. Budapest, Magyar Tudományos Akadémia, 1927.
- Cseh-Szombathy László: A budapesti szegényügy és statisztikája Kőrösy József szemléletében a XX. század elején. in: Statisztikai Szemle 1969.
- Saád József: Kőrösy József. in: Magyar Szemle IV. 1995. 3. sz. 287–303.
- Kőrösy József (1844–1906) műveinek válogatott bibliográfiája. Szerk. Szalay Márta. Budapest, Központi Statisztikai Hivatal, 2006, 77 p.